# Hemming
Hemming (m. 812) fue un caudillo vikingo y rey de Dinamarca (r. 810–12 d. C.). Fue el sucesor de su tío Godofredo I.
Se cita a Hemming en los Annales regni Francorum como hijo de un hermano (nombre omitido) de Godofredo I. Aunque Adán de Bremen considera en su Gesta Hammaburgensis ecclesiae pontificum que Hemming y Godofredo son patruelis, primos hermanos paternales. Godofredo tuvo muchos hijos que sirvieron como virreyes de los daneses. No obstante, a todos se les denomina «hijos de Gudfred» sin mencionar nombres o las historias personales. La única excepción fue Horik I que sobrevivió a sus hermanos y acabó gobernando Dinamarca en solitario en 827. Todos se pueden considerar como primos hermanos de Hemming.
También se hace mención de otro sobrino de Godofredo, Reginold, en los anales francos. Reginold está identificado como otro hijo de otro hermano de Godofredo cuyo nombre no se cita, y pudo ser otro hermano de Hemming. Si asumimos que Godofredo tuvo más de un hermano, Hemming y Reginold pudieron bien ser primos hermanos. Reginold aparece en una entrada del año 808 con gran detalle en la campaña de Godofredo contra los abroditas. Godofredo supuestamente logró dos tercios de los tributos de los abroditas, pero perdió la mejor parte y también a hombres experimentados entre sus tropas, entre ellos Reginold, hijo de su hermano, que murió en el asedio de una ciudad junto a un buen número de nobles daneses. Hemming aparece con dos hermanos en los anales, Hankwin y Angandeo. Sigifrid, uno de sus dos rivales al trono, también aparece como sobrino de Godofredo que también pudo ser hermano o primo de Hemming. Pero menos clara está la relación de Hemming con Anulo, un aspirante a la corona, y sus hermanos. Adán de Bremen opina que Sigifrid y Anulo proceden de la misma familia, identificándolos como sobrinos de Godofredo pero tal parentesco no aparece en los anales francos aunque una frase podría apoyar e identificar la relación de ambos:
«Anulo, sobrino de Heriold y del último rey.»
Aparece una frase vaga en latín: Herioldi, et ipsius regis traducida de múltiples formas, como "Harald, y él mismo como rey" y "Harald, antiguo rey". También podría significar que Anulo era nepos (sobrino) de ambos, el viejo Harald y el otro rey que aparece mencionado en la frase, Hemming.

## Especulaciones y teorías
Ha habido varios intentos de identificar estos reyes de los anales francos con los monarcas legendarios que aparecen en citas tradicionales de los escritos Saxo Grammaticus y las sagas nórdicas. History of the Northmen, or Danes and Normans, from the earliest times to the Conquest (1831) de Henry Wheaton sugiere que Hemming fue un descendiente directo de Ragnar Lodbrok, comparando a Sigfrid de los anales con Sigurd serpiente en el ojo, uno de los famosos hijos de Ragnar. 
Ragnar Lodbrok, quien, desde el trono de Lethra, convenció a los reinos unidos de daneses y suiones (suecos), dirigiendo a los jóvenes guerreros desde el norte para con su propósito de conquista en tierras lejanas de occidente, en Inglaterra. Su nombre incluso parece ser desconocido para los francos, aunque posteriormente se convirtiese en el terror personificado en la persona de otro príncipe. Su hijo Sigurd Snogöje, rey de Jutlandia, tomó las armas a finales del siglo VIII y la paz acabó entre él y Carlomagno. Sigurd extendió su dominio sobre toda Jutlandia, Escania, Halland y parte de Noruega.
Pero Sigurd murió en batalla y le sucedió su hermano, Gudröd, llamado por los francos, Godfrid, como regente del joven Harthacnut. En la paz de Carlomagno consecuentemente concluye con «Hemming, hijo de Sigurd», y sobrino de Gudröd. El emperador ni siquiera se atrevió a imponer el Cristianismo a los daneses, que hubieran rechazado y visto como una forma de esclavitud. Otra alternativa identifica a Gudfred como el Gudröd de Ynglingatal, rey semi-legendario de Vestfold y él mismo como hijo de Halfdan el Amable, quien sería abuelo de Hemming. Esta suposición recibe el apoyo de Europäische Stammtafeln: Stammtafeln zur Geschichte der Europäischen Staaten (1978) de Detlev Schwennicke, que identifica el padre de Hemming como Sigurd que murió en batalla de Bardowick (810). Pero Charles Cawley considera que el vínculo carece de apoyo histórico en las fuentes primarias. Europäische Stammtafeln sugiere que Halfdan el Amable era hermano de Sigefrid, primer rey de Hedeby, Harald, segundo rey de Hedeby (identificado como abuelo paterno de Anulo y sus hermanos), y Geva, esposa de Viduquindo. Otros historiadores rechazan tales identificaciones y leyendas que pretenden vincular, acreditando solo los anales como auténticas fuentes históricas.

## Reinado
Los Annales regni Francorum recogen en sus citas el breve reinado de Hemming. En 810, Carlomagno y Godofredo I estaban en disputa. Godofredo había invadido Frisia e impuesto el danegeld (tributo) a la población local. Godofredo regresó a Dinamarca mientras Carlomagno preparaba una campaña de represalia, reuniendo tropas en la región del Rin, enviando a su ejército en el área donde confluyen los ríos Aller y Weser. Fue entonces cuando llegaron noticias sobre la muerte de Godofredo: 
La flota que devastó Frisia había regresado y el rey Godofredo había sido asesinado por uno de los hombres de su séquito y Carlomagno canceló la campaña de guerra.
La última entrada del año 810 menciona:
Tras la muerte de Godofredo, rey de los daneses, Hemming, hijo de su hermano, le sucedió en el trono e hizo paces con el emperador.
Las entradas para el año 811 incluye una detalla relación de citas y negociaciones entre Hemming y Carlomagno, históricamente las primeras de estas características que relaciona a una unidad territorial escandinava como parte implicada:
La paz anunciada entre el emperador y Hemming, el rey de los daneses, solo pudo ser jurada de brazos cruzados debido al crudo invierno que obligó a cerrar los caminos y ambas partes no pudieron viajar. Solo con la llegada de la primavera y la apertura de caminos, cerradas por la severa helada, facilitó que doce magnates por cada bando, esto es francos y daneses, se reunieran cerca del río Eider y firmasen el Tratado de Heiligen y confirmasen la paz por un intercambio de promesas según sus costumbres.
Los nobles francos eran el conde Walach, hijo de Bernard, conde Burchard, conde Unroch, conde Odo, conde Meginhard, conde Bernard, conde Egbert, conde Theothari, conde Abo, conde Osdag y el conde Wigman. En el lado danés estaban Hankwin y Angandeo, hermanos de Hemming, y además, otros distinguidos hombres entre su pueblo: Osfrid apodado Turdimulo, Warstein, Suomi, Urm, otro Osfrid, hijo de Heiligen, y Osfrid de Schonen, y Hebbi y Aowin.
Nuevos emisarios de Hemming también se mencionan en reuniones con Carlomagno en Aquisgrán en noviembre de 811:
Hacia mediados de noviembre él [Carlomagno] vino a Aquisgrán. Los emisarios del rey Hemming, Aowin y Hebbi, vinieron a reunirse con él y trajeron presentes y aseguraron la paz.
Las entradas en 811 finalizan con la muerte de Carlos el Joven (4 de diciembre de 811) y Carlomagno pasando el invierno en Aquisgrán. La entrada para 812 se inicia con menciones sobre la situación en Dinamarca:
No mucho más tarde llegan noticias de la muerte de Hemming, rey de los daneses. Sigifrid, sobrino de Godofredo, y Anulo, sobrino de Harold y del anterior rey, ambos deseaban sucederle. Siendo incapaces de llegar a un acuerdo sobre quien debería ser rey, prepararon a sus tropas, entraron en batalla y ambos murieron. No obstante, los partidarios de Anulo triunfaron, y eligieron a sus hermanos Heriold y Reginfrid como sus reyes. La parte derrotada se vio en la necesidad de unirse a Anulo y no rechazaron a los hermanos como reyes. Ellos dijeron que 10.940 hombres murieron en batalla
Heriold, normalmente traducido como Harald, se identifica con Harald Klak.
Los anales de Fulda coinciden en las mismas citas sobre su reinado. No sorprende pues que las entradas de los Annales Fuldenses desde 714 hasta la década de 830 adoptasen material de Fuentes más antiguas, incluido los anales francos. Hemming aparece en la entrada del año 810 de Gesta Hammaburgensis ecclesiae pontificum de Adán de Bremen:
Tras someter el rey Godofredo (Latín:Gotafridus) a frisones, nordalbingios, abroditas y otros pueblos eslavos a tributo, amenazó incluso a Carlos con la guerra. Este conflicto retrasó considerablemente el propósito de Carlos respecto a Hamburgo. Cuando por fin, por dispensa celestial, Gudfred murió, Hemming, su primo, le sucedió y pronto hizo la paz con el emperador, aceptando el río Eider como frontera del reino.